# Maison Sous l'Étoile à Toruń
Maison Sous l'Étoile à Toruń est une maison de ville située à Toruń.
Elle se distingue par sa façade de style baroque tardif, ornée au sommet d'une étoile dorée, d'où vient son nom. Sa forme actuelle a été influencée par des plusieurs conversions et des rénovations.

## Localisation
La maison de ville est située dans la vieille ville de Toruń, sur le côté est de la façade de la place de la vieille ville, au numéro 35.

## Histoire
La maison de ville a été construite dans la seconde moitié du XIIIe siècle. Pendant la période gothique, elle a été reconstruite plusieurs fois, elle a également changé de propriétaire. L'un d'eux était le précepteur des fils de Casimir IV Jagellon, le poète et humaniste Filippo Buonaccorsi (1437-1496), appelé Kallimach. La reconstruction suivante de la maison de ville a eu lieu dans la seconde moitié du XVIe siècle. Les galeries dans la partie du milieu des étages et le plafond polychrome dans la partie arrière du rez-de-chaussée ont été créés. Le plafond du premier étage date d'environ 1630-1640, et celui du deuxième étage d'environ 1620 (déplacé d'une maison de ville située sur la Place de la Vieille Ville, au numéro 24).
À la fin du XVIIe siècle, le nouveau propriétaire - le conseiller de la vieille ville, Jan Jerzy Zöbner, a apporté au bâtiment un décor baroque. La maison de ville a ensuite reçu une forme extérieure baroque avec un portail richement décoré. La façade est ornée d'une décoration à motifs floraux et fruitiers, réalisée en stuc. Dans le couloir, se trouve l’escalier en colimaçon de type Gdansk, gardé par une figure de Minerve et un lion tenant un bouclier.
Au début du XIXe siècle, la salle du premier étage était décorée de polychromie classiciste avec une colonnade peinte illusionniste dans l'ordre ionique et des pseudo-caissons au plafond. Aujourd'hui, grâce aux conservateurs de Toruń, nous pouvons voir la reconstruction de cette polychromie. Dans la seconde moitié du XIXe siècle, lors de la reconstruction suivante de la maison de ville, à la place de la cheminée le second escalier en colimaçon a été installé  - cette fois en fonte,,.
Depuis 1970, la maison de ville abrite le Musée d'Art d'Extrême-Orient.

## Galerie

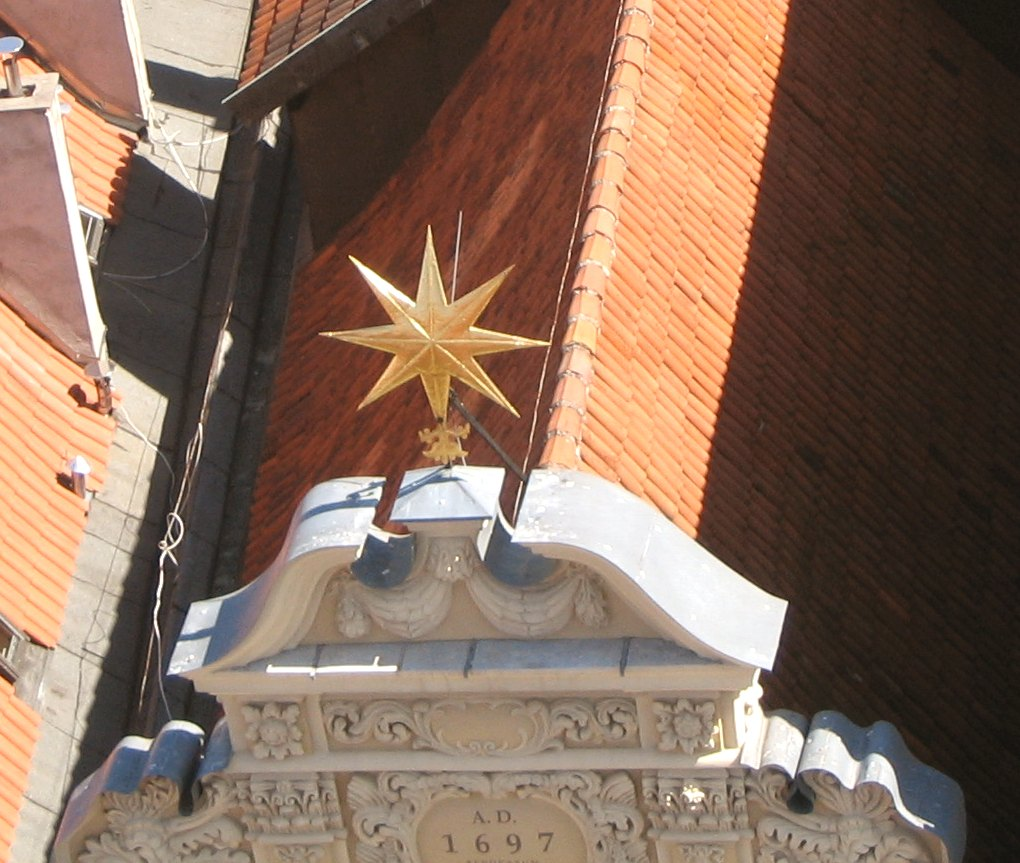
L'étoile au sommet de la maison de ville
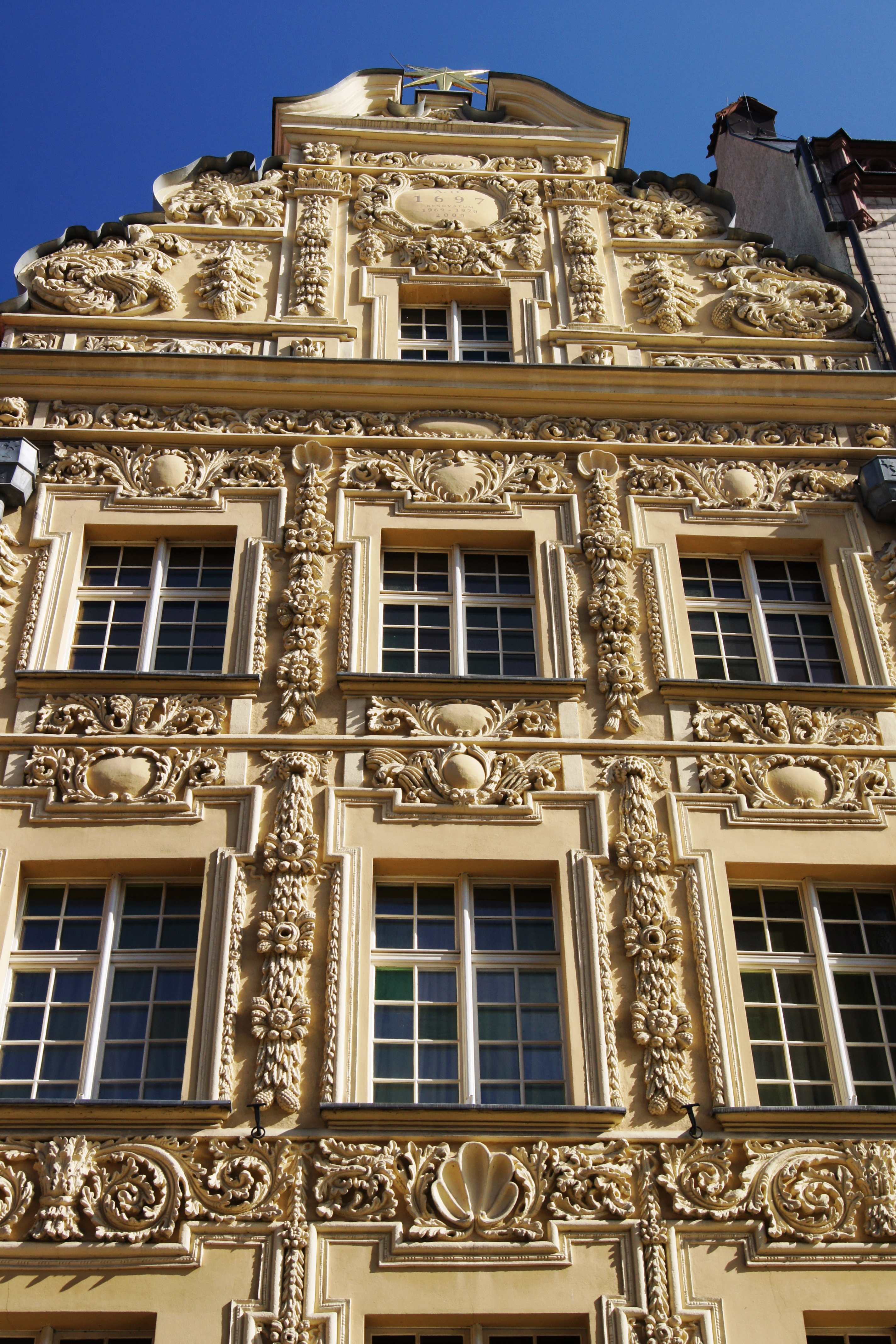
Façade
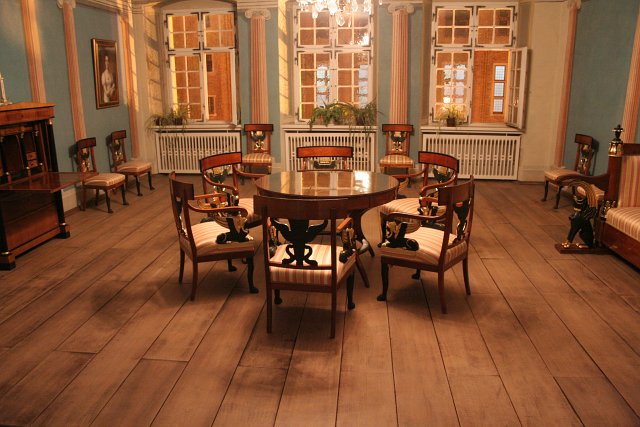
Salon
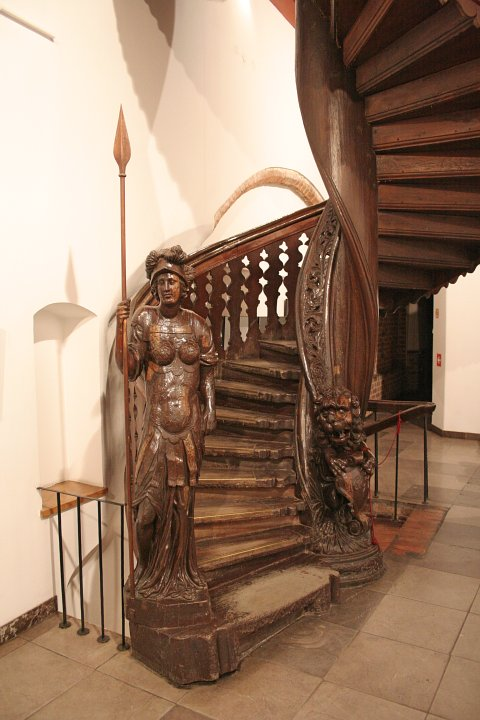
Escaliers
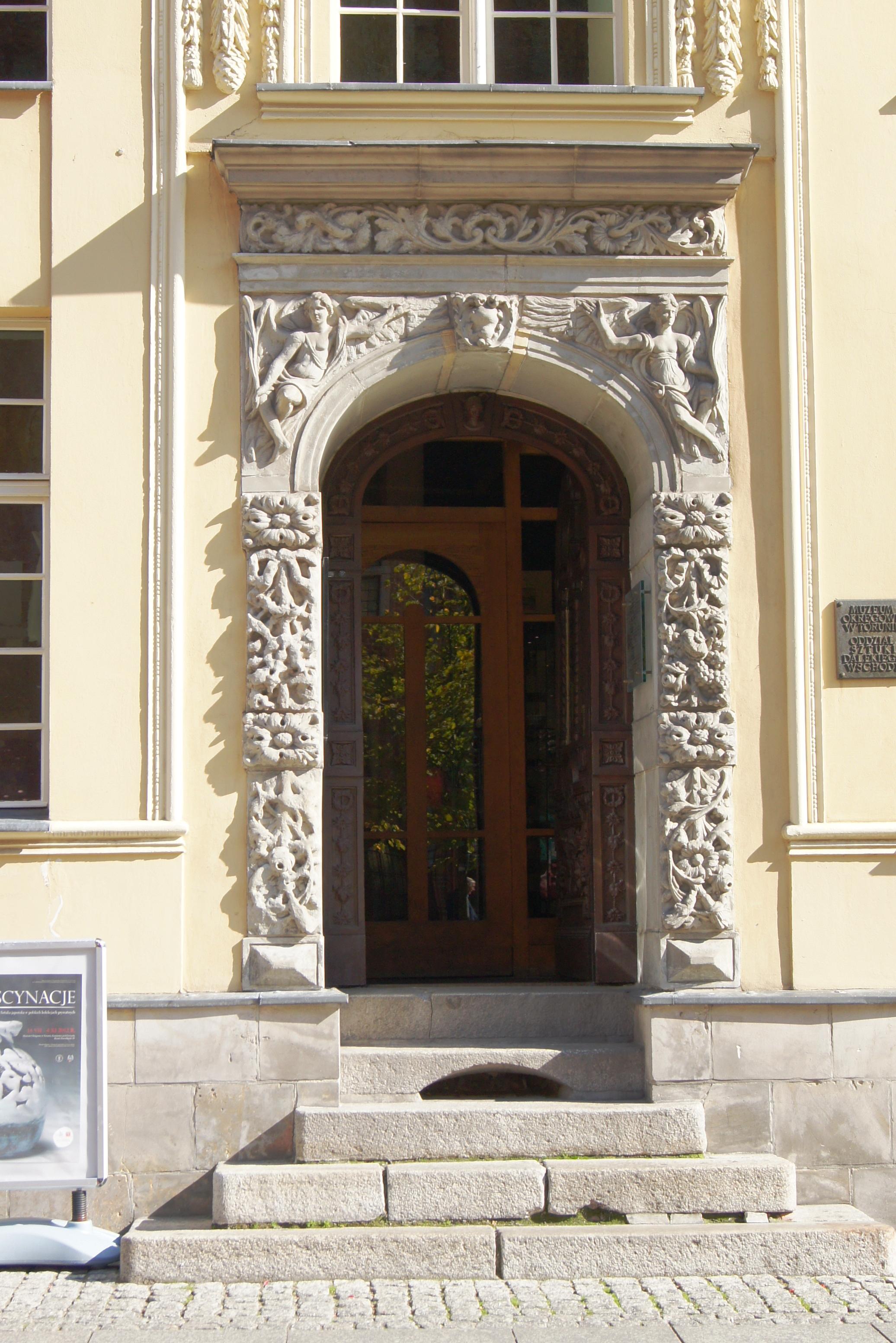
Portail